# Silesium

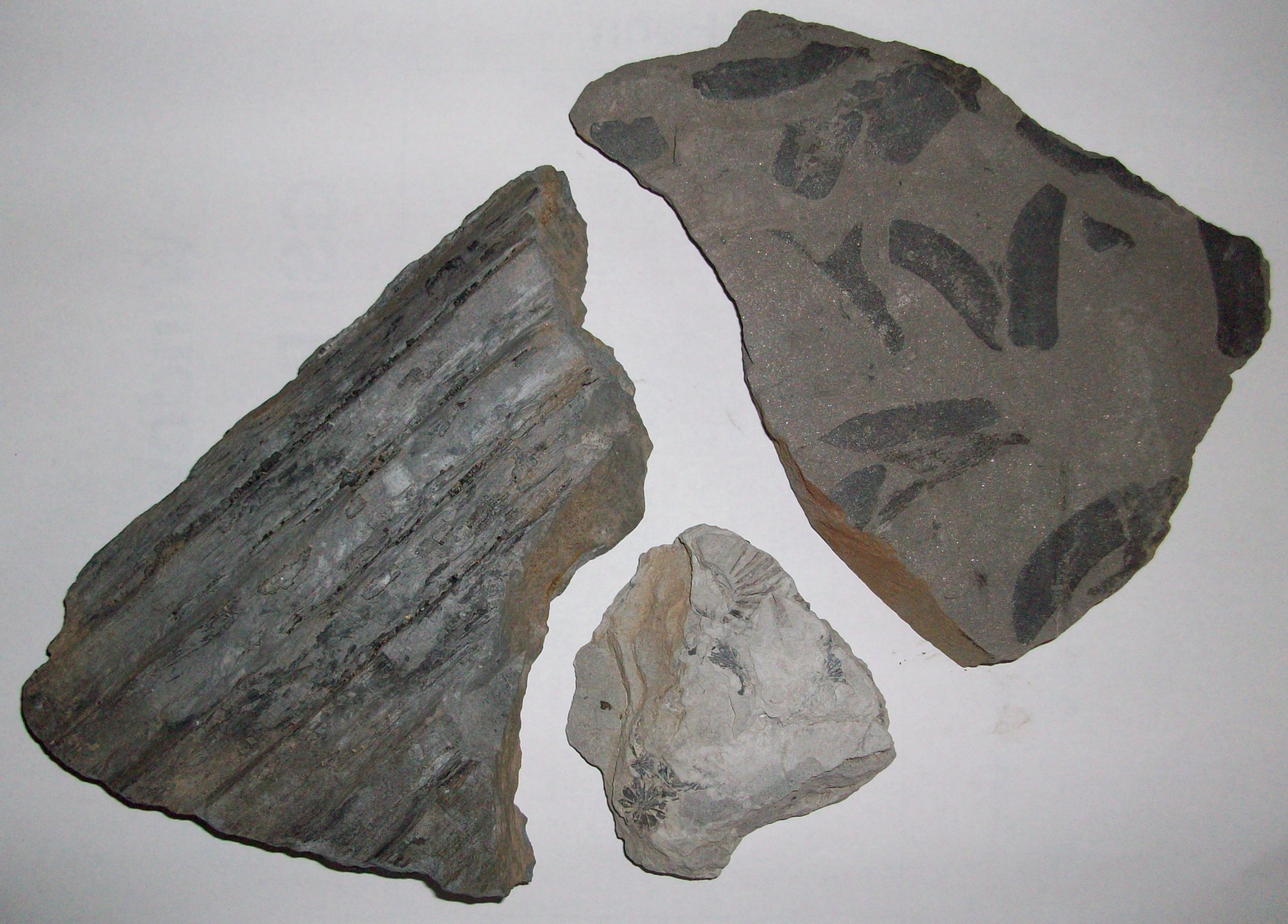
Fossilien des Westfal D des Silesium (Oberkarbon oder Pennsylvanium) aus dem Cainsdorfer Ausstreichen des Zwickauer Steinkohlenfeldes. Links: Sigillariaceae Reste (ausgestorbene Bärlapppflanzen), mittig unten Annularia sphenophylloides Blätter der Calamitaceae (Schachtelhalme), rechts die Linopteris neuropteroides Blätter der ausgestorbenen Medullosales (Samenfarne). Entstehungszeit: vor ca. 305–310 Mill. Jahren

Das Silesium (auch verkürzt zu Siles) (oder nicht mehr korrekt Siles-Stufe) ist in der Erdgeschichte das obere regionale und supraregionale Subsystem (oder auch Serie, früher Stufe) des Karbon in Mittel- und Westeuropa und das Äquivalent des europäischen Oberkarbon. Es folgt auf das regionale oder supraregionale Subsystem des Dinantium und wird vom Perm-System überlagert. Die Untergrenze liegt innerhalb des globalen Subsystems des Pennsylvanium, die Obergrenze ist ebenfalls nicht mit der Untergrenze des Perm-Systems identisch, sondern endet bereits vorher in der Gzhelium-Stufe, d. h., es kann nicht mit dem Pennsylvanium gleichgesetzt werden. In absoluten Zahlen ausgedrückt reicht das Silesium von etwa 345,3 Millionen Jahre bis 299 Millionen Jahren vor heute.

## Geschichte und Namensgebung
Benannt ist es nach dem neulateinischen Ausdruck Silesia für Schlesien, wo Steinkohlenvorkommen aus diesem erdgeschichtlichen Zeitraum gefunden wurden. Auch die anderen wichtigen Steinkohlevorkommen Europas entstanden im  Oberkarbon. Der Begriff wurde 1958 durch den 4. Congrès pour l' avancement des études de stratigraphie carbonifère in Heerlen (Niederlande) auf Empfehlung der Unterkommission für Karbon-Stratigraphie eingeführt. Das Silesium erhielt den Rang eines Subsystems. Im internationalen Gebrauch konnte sich das Silesium aber nicht durchsetzen. 2004 ratifizierte die International Union of Geological Sciences das Mississippium und Pennsylvanium als Subsysteme des Karbon. Seither wird das Silesium nur noch auf regionaler bzw. supraregionaler Ebene benutzt. Einige Autoren raten jedoch vom weiteren Gebrauch des Begriffs Silesium und auch Oberkarbon ab.

## Definition und Korrelation
Die Untergrenze des Silesium und des Namurium ist durch das Einsetzen der Ammoniten-Art "Cravenoceras" leion (= Emstites leion) definiert. Die Obergrenze und damit die Grenze zur regionalen Stufe des Autunium ist äußerst problematisch, da dieser zeitliche Bereich in Mitteleuropa keine marinen Fossilien enthält. Zumindest im lithostratigraphischen Sinne endet das mitteleuropäische Oberkarbon bereits weit vor der globalen Karbon/Perm-Grenze im Gzhelium, da das mitteleuropäische Rotliegend (mit seiner basalen regionalen Stufe Autunium) noch in das globale Karbon hineinreicht. Im chronostratigraphischen Sinne entspricht es dem Pennsylvanium (mit Ausnahme seiner höchsten Teile) und dem höchsten Teil des globalen Mississippium.

## Untergliederung
Das Silesium wird traditionell in die regionalen Stufen (gelegentlich auch als Serien bezeichnet)
- Stefanium
- Westfalium (gelegentlich ist auch die Schreibweise Westphalium zu finden)
- Namurium

untergliedert.
Alternativ erfolgte in England und Westeuropa die Gliederung in folgende regionale Stufen:
- Barruelium
- Cantabrium (auch Kantabrium)
- Asturium
- Bolsovium
- Duckmantium
- Langsettium
- Yeadonium
- Marsdenium
- Kinderscoutium
- Alportium
- Chokierium
- Arnsbergium
- Pendleium

Die Begriffe werden eher selten auch in Publikationen benutzt, die sich mit der Stratigraphie des mitteleuropäischen Karbons beschäftigen.

## Das Silesium in Mitteleuropa
Im Silesium wuchsen in den paralischen Randgebieten des Variszikums große Wälder, die später zu den Steinkohlenflözen Mittel- und Westeuropas wurden. Im höheren Silesium endete die variszische Orogenese.